# Peeping Tom
«Peeping Tom» — американский короткометражный драматический фильм студии Мутоскоп и Байограф.

## Сюжет
Портье отеля решает следить за тем, что его гости делают у себя в номерах. Но ввиду того, что всех подглядывающих рано или поздно ловят, портье не станет исключением и это пойдёт ему на пользу...